# エフエムとよひら
株式会社エフエムとよひら（えふえむとよひら）は、北海道札幌市豊平区の一部地域を放送対象地域として超短波放送（FM放送）を行う特定地上基幹放送事業者である。FMアップルの愛称でコミュニティ放送を営んでいる。

## 概要
1997年（平成9年）に全国で65番目、北海道内で10番目に開局したコミュニティ放送局である。
愛称のFMアップルは、平岸がかつてリンゴの生産がさかんであったことから来ている。
豊平で牧野家電を営んでいた牧野節男がFMいるか（函館市）の開局に刺激され、豊平区でコミュニティ放送局を開局しようと活動し平岸商店街振興組合や地元企業の支援を受け、免許人とすべくエフエムとよひらを設立、初代の代表取締役社長に就任、開局に至った。
出資比率から社長の中目明徳と彼が社長を務める株式会社平岸グランドビル、他1名がマスメディア集中排除原則にいう支配関係にある。
本社・演奏所（スタジオ）は、当初は平岸四条のビルボード平岸にあったが、2003年（平成15年）に平岸二条の第5平岸グランドビルに移転した。
送信所は、当初は平岸四条の北海道テレビ放送（HTB）の本社屋上にあり、放送局（現・特定地上基幹放送局）の呼出符号はJOZZ1AJ-FM、呼出名称はエフエムとよひら、周波数76.5MHz、空中線電力は20Wで放送区域は豊平区、中央区、白石区、南区の各一部地域。2018年（平成30年）10月にHTBの本社移転に伴い、平岸三条の平岸グランドビル新館に移転した。
- 放送地域は札幌市内の72万世帯・141万人と石狩市・北広島市・当別町の一部と称している[2]。

インターネット配信はSimulRadioとListenRadioによる。
放送機器にはOPTIMODなどの県域放送局が運用する機材を用いるなど安定した音質での放送をしている。
5時起点の24時間放送（日曜27時 - 29時は休止）。自社制作番組以外の時間は2018年（平成30年）3月までミュージックバードの番組を放送、4月以降は経費節減と同年10月に行われた送信所移設費用の捻出のため、生放送の時間帯以外のほぼ全時間帯において、自社制作番組の再放送を行うようになった。
エフエムとよひらを含む日本コミュニティ放送協会北海道地区協議会は、北海道と「災害時における放送要請に関する協定」を締結している。

## 沿革
- 1996年（平成8年）
  - 11月19日 - 株式会社エフエムとよひら設立[2]。
  - 12月20日 - 免許申請[8]。
- 1997年（平成9年）
  - 2月12日 - 放送局の予備免許取得[9]。
  - 3月19日 - 放送局の免許取得[5][10]。
  - 4月7日 - 開局[10]。
- 2003年（平成15年）9月21日 - 本社・スタジオ移転[4]。
- 2014年（平成26年）1月6日 - SimulRadioによるインターネット配信を開始。
- 2016年（平成28年）12月8日 - 北海道と日本コミュニティ放送協会北海道地区協議会が「災害時における放送要請に関する協定」を締結[7]。
- 2018年（平成30年）10月10日 - 送信所を移転[6]。

## 主な番組
平日
- モーニング・アップル（火 - 金 8:00 - 10:00）
- プレ・モーニング（木 7:00 - 8:00）
- APPLE PARADE（月、水・10:00 - 13:00、火、木、金 10:00 - 12:00）
- Apple Smile（月 - 金 14:00 - 17:00）
- 香るパラダイス（月 17:00 - 18:00）
- やせるラジオ（月 18:00 - 18:30）
- THE・A・ラジ（月 18:30 - 19:00）
- 薫が見つけた!仕事人ライブラリー（月 19:00 - 20:00）
- Vラジ（月 20:00 - 20:30）
- でぇすぺZ（月 20:30 - 21:30）
- Night Time Pop Classic（月 21:30 - 23:00）
- やっぱりぱむばん（火 19:00 - 20:00）
- 綾小路諒真のROCK'N ROLL HIGH SCHOOL（火 20:00 - 21:00）
- 満足ラジオ（水 20:00 - 21:00）
- オールディーズ765（木 12:00 - 14:00）
- やすと横澤さんとTRANS BREWING～平岸で乾杯～（木 17:00 - 17:30）
- 中村信仁でナイト（木 18:00 - 21:00）
- 北海道歴史探訪（金 20:00 - 21:00）
- The Nan Da Low Show（金 22:00 - 23:00）

土曜・日曜
- 大山慎介の「復活」北海道（土 12:00 - 13:00、FMびゅー制作）

その他
- Rock on Fighters!（北海道日本ハムファイターズの札幌ドーム主催試合中継）

過去番組
- Rockin’Garden.
- HALのハルらんまん
- discoverymusic.jp
- 学校のかいだん
- もう～土曜日ったら
- マダムのJazzy Night
- 北の食物研究所（DJ：森久美子、FMりべーるにもネット）
- 長谷川宏和の語り部シアター
- とよひらボイス765（旧・平岸ボイス765）
- イブニング・アップル
- そら色ステーション（ラジオカロスサッポロ・さっぽろ村ラジオ・三角山放送局にもネット、金曜日のみ）
- 島谷恵介の7時はゴールデンアップル
- 札幌ラジオ工房（金 20:00 - 21:00、2003年8月終了）
- ランチタイム・ポップ・クラシック（月 - 金 12:00 - 14:00）
- のしろや秀樹の元気いっぱいカンパニー（日 17:00 - 19:00）
- トンでK-POP♡We are T!（金 20:00 - 21:00）
- おじさんのオールディーズだよ（木 12:00 - 14:00）
- つちふまズのとよひlover（月 15:30 - 16:00）
- Live in とよひら（月 - 金 15:00 - 16:00）
- Everyday,Smile!（月 - 金 16:00 - 17:00）

## 時報
1日に、午前11時、正午、午後2時、午後6時の計4回。
午前11時、午後2時、午後5時は札幌白ゆり幼稚園の園児による、交通安全の呼びかけとともに、午後6時は土屋ホーム提供の時報が流れる。

## なるこちゃん
2007年（平成19年）1月に登場したキャラクター